# Sistemul imunitar
Sistemul imunitar (din lat. imunis = liber, curat) este un termen folosit în biologie pentru definirea mecanismelor de apărare ale organismelor vii față de agenții patogeni. Acest rol de apărare este important pentru menținerea sănătății organismului, în cadrul raporturilor sale multiple cu mediul înconjurător, unde este supus continuu influenței factorilor externi. Toate organismele vii dispun de un astfel de sistem de apărare, dar sistemul imunitar este cu atât mai complex cu cât organismul considerat este mai sus situat pe scara evoluției biologice. La vertebrate acest sistem s-a perfecționat, devenind mai complex, acționând mai diferențiat și mai eficace.
În mod normal, sistemul imunitar caută îndepărtarea sau distrugerea corpurilor străine nesănătose sau nefavorabile sănătății sale, pătrunse în organism (agenți patogeni), cât și distrugerea unor structuri proprii dăunătoare, alterate.
Agenții patogeni care pot pătrunde în organism, generând reacții ale sistemului imunitar, pot fi: substanțe biologice (toxine, veninuri), organisme infracelulare (virusuri), organisme monocelulare (bacterii, ciuperci microscopice, protozoare) sau organisme pluricelulare (viermi paraziți).
Structurile proprii cu modificări anormale, care sunt recunoscute și distruse de sistemul imunitar, includ celule tumorale, celule cu defecte sau moarte.

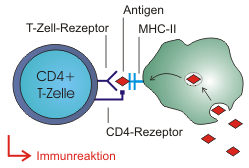
Un macrofag predă un antigen (informație) unui limfocit T mesager.

## Categoriile sistemului de apărare

### Sistemul imunitar nespecific, înnăscut
Este sistemul de apărare prezent la majoritatea organismelor vii, încă de la începutul existenței organismului (imunitate înnăscută, moștenită). Nu se modifică în decursul vieții. Acționează prin mecanisme care apără gazda de infecția cu alte organisme, în mod nespecific. Aceasta înseamnă că celulele sistemului imunitar înnăscut sunt capabile să recunoască și să reacționeze la agenții patogeni în mod general, fără a conferi o imunitate protectoare sau  de lungă durată gazdei. Este sistemul imunitar dominant la plante, fungi, insecte și organisme pluricelulare primitive.
El este constituit din structuri și mecanisme cu rol protector. Unul din mecanismele este fagocitoza, realizată de celulele macrofage, limfocite și granulocite neutrofile, care prezintă receptori celulari cu care recunosc agentul patogen pătruns în organism. Alarma este declanșată și răspândită și de alte celule, numite celule mesagere, la locul de fagocitoză apar fenomene specifice unei inflamații  „calor, rubor, dolor” (febră, roșeață și durere).

### Sistemul imunitar specific, dobândit
Este dobândit în timpul vieții, după ce organismul a venit deja în prealabil în contact cu agentul patogen. Acest mecanism specific de apărare este orientat spre un anumit agent patogen, care este identificat prin antigeni specifici, iar pentru distrugerea agentului fiind elaborați anticorpi. Acest sistem de apărare molecular este susținut de celulele limfocite de tip „T” și „B” care au capacitatea de reține, memoriza caracterele agentului patogen, putându-l recunoaște la un contact nou.

## Componentele sistemului imun
pentru împiedicarea pătrunderii agentului patogen în corp sunt:
1. Barierele mecanice și fiziologice sunt compuse din piele, mucoase, saliva, sucul gastric, enzimele intestinale
2. Bariera celulară din sânge și țesuturi compuse din: celulele neutrofile granulocite, limfocitele T și B, moncite, macrofage, care fagocitează agentul patogen.
3. Bariera umorală latină humor - lichid anticorpii acestea nu se pot deplasa activ ca și celulele din sistemul de apărare ci ele sunt transportate pasiv de curentul sanguin și limfatic fiind constituite din molecule proteice care se fixează pe membrana celulară a agentului patogen, care va fi inactivat și distrus.